# Џерард Кајпер
Џерард Питер Кајпер (енгл. Gerard Peter Kuiper; Харенкарспел, 7. децембар 1905 — Сијудад Мексико, 23. децембар 1973), односно Герит Питер Којпер (хол. Gerrit Pieter Kuiper) је био холандско-амерички астроном, писац и професор. По њему је назван Којперов појас. Кајпера многи данас сматрају оцем модерних планетаних наука. Као професор на Универззитету у Чигагу, био је ментор Карлу Сејгану на његовим докторским студијама. Њих двојица су 1958. радили на тајном војном пројекту A119, тајном плану Америчког ваздухопловства да детонирају нуклеарну ракету на Месецу.